# Maciej Dubois
Maciej Jerzy Dubois [czyt. dibŁA] (ur. 4 czerwca 1933 w Warszawie, zm. 17 maja 2016 tamże) – polski adwokat.

## Życiorys
W 1950 ukończył VI Liceum Ogólnokształcące im. Tadeusza Reytana w Warszawie. W 1955 ukończył studia na Wydziale Prawa Uniwersytetu Warszawskiego. Od 1953 do 1956 był starszym radcą w Urzędzie Rady Ministrów, pracownikiem Biura Skarg i Zażaleń. Od 1956 należał do Polskiej Zjednoczonej Partii Robotniczej. Był II sekretarzem POP PZPR przy Izbie Adwokackiej w Warszawie. Od 1956 do 1958 dyrektor Biura Zrzeszenia Prawników Polskich. Od 1958 aplikacja adwokacka. Do 1990 był adwokatem w Zespole Adwokackim, w latach 1990–1995 wspólnikiem w Adwokackiej Spółce Cywilnej, a od 1995 we własnej kancelarii adwokackiej.
W latach 80. obrońca w procesach politycznych, w tym w okresie stanu wojennego (m.in. w procesie działaczy Konfederacji Polski Niepodległej). Był także obrońcą m.in. w rozpoczętym w 1992 procesie zbrodniarza stalinowskiego płk. Adama Humera.
W latach 1971–1989 dziekan Okręgowej Rady Adwokackiej w Warszawie. W okresie 1989–1992 wiceprezes Naczelnej Rady Adwokackiej. W okresie 1989–1990 sędzia Trybunału Stanu. W 1989 przewodniczący Społecznej Komisji Pojednawczej, powołanej do przywracania do pracy osób zwolnionych z pracy w całej Polsce za działalność polityczną i związkową w latach 1981–1989.
W 2012 ukazał się wywiad-rzeka z nim pt. Adwokat. Rozmowa o życiu w ciekawych czasach (wywiad przeprowadził Michał Komar).

### Życie prywatne
Syn Stanisława i ojciec Jacka.
Zmarł 17 maja 2016. Został pochowany na cmentarzu Powązkowskim. 

## Odznaczenia[2]
- Krzyż Oficerski Orderu Odrodzenia Polski – 1998[8]
- Krzyż Kawalerski Orderu Odrodzenia Polski
- Złoty Krzyż Zasługi
- Złoty Medal „Za zasługi dla obronności kraju”
- Srebrny Medal „Za zasługi dla obronności kraju”
- Brązowy Medal „Za zasługi dla obronności kraju”
- Medal 30-lecia Polski Ludowej
- Złota Odznaka Zrzeszenia Prawników Polskich